# 雅科夫列沃 (别尔哥罗德州)
雅科夫列沃（羅馬化：Yakovlevo），是俄罗斯别尔哥罗德州的市级镇，属雅科夫列沃区，在区首府斯特罗伊捷利及州首府别尔哥罗德西北方。
2021年有人口2,623人；2010年人口2,905；2002年人口2,594；1989年人口2,544。